# عيينة بن حصن
عيينة بن حصن بن حذيفة بن بدر بن عمرو بن جوية بن لوذان بن ثعلبة بن عدي بن فزارة بن ذبيان بن بغيض بن ريث بن غطفان بن سعد بن قيس عيلان الفزاري،يُكنى أبا مالك كان من صناديد العرب و من الأعراب الجفاة، وكان فظاً غليظاً جريء اللسان والقول. وكان من احد المصدقين بأن طليحة الاسدي انه نبي، ثم تم أسره بعد غزوه بزاخه فاسلم في عهد الخليفه ابو بكر الصديق.

## نبذة عنه
اسمه الحقيقي حذيفة وليس عيينة وسمي عيينة لانه أصابته لقوة وهو مرض وشلل يصيب الوجه، فجحظت عيناه فسمي عيينة، وكان جده حذيفة بن بدر يقال له: رب معد، أي سيد قبائل عدنان كلها وجد جده زيد بن عمرو، وهو ابن اللقيطة؛ وذاك أن بني فزارة طلبوا الكلأ والخير والماء في موضع آخر وأمه صبية فسقطت، فالتقطها قوم فردوها عليهم فسميت اللقيطة، ونسب ولدها إليها بهذا فقيل بنو اللقيطة. و كان من الجرّارين، يقود عشرة آلاف.

## زعامته في العرب والجاهلية
أَبو حاتم السجستاني في كتاب الوصايا، أنّ حصن بن حذيفة والد عيينة أوصى ولده عند موته، وكانوا عشرة؛ فقال: وكان سبب موته أن كرز بن عامر العقيلي طعنه، فاشتد مرضه، فقال لهم: الموت أَريح مما أنا فيه، فأيكم يطيعني فقالوا: كلنا، فبدأ بالأكبر، فقال: خذ سيفي هذا فضعه على صدري، ثم اتكئ عليه حتى يخرج من ظهري، فقال: يا أبتاه؛ هل يقتل الرجل أباه! فعرض ذلك عليهم واحدًا واحدًا، فرفضوا إلا عيينة، فقال له: يا أبت، أليس لك فيما تأمرني به راحة وهوى، ولك فيه مني طاعة؟ قال: بلى، قال: فمرني كيف أصنع؟ قال: أَلق السيف يا بني فإني أردت أن أبلوكم فأعرف أطوعكم لي في حياتي، فهو أطوع لي بعد موتي، فاذهب، فأنت سيد ولدي من بعدي، ولك رياستي؛ فجمع بني بدر فأعلمهم ذلك؛ فقام عيينة بالرياسة بعد أبيه، وقتل كرز بن عامر العقيلي واخذ بثأر أبيه.
و قبل أن يسلم قاد غطفان في غزوة الخندق على المسلمين، فجاء أبو سفيان بجمع قريش، و عامر بن الطفيل بجمع هوازن، و المترجم له بجمع غطفان، فلعن النبيّ صلّى اللّه عليه و آله القادة و الأتباع، و قال صلّى اللّه عليه و آله: «أمّا الأتباع فلا تصيب اللعنة مؤمنا، و أمّا القادة فليس فيهم مؤمن و لا نجيب و لا ناج» و كان النبيّ صلّى اللّه عليه و آله يسمّيه: «الأحمق المطاع».
في السنة السادسة للهجرة ، وقعت غزوة ذي قَرَد بين 500 إلى 700 من قوات المسلمين بقيادة النبي محمد صلّى اللّه عليه و آله، طاردوا خلالها 40 راكباً و سيد ذبيان عيينة بن حصن مع جماعة من غطفان، الذين قد أغاروا على لقاح (حوامل الإبل ذات اللبن) والنبي محمد  بالغابة، وقتلوا حارسها واحتملوا امرأته مع الإبل وفروا نحو أرض نجد.
في أحد الأيام دخل على النبيّ صلّى اللّه عليه و آله قبل أن يسلم ، وعنده سلمان الفارسيّ و عليه كساء من صوف كان قد عرق فيه، فتأذّى عيينة من رائحة عرق سلمان، فقال للنبيّ صلّى اللّه عليه و آله: إذا نحن دخلنا عليك فأخرج هذا و اصرفه من عندك، فاذا نحن خرجنا فأدخل من شئت، فأنزل اللّه سبحانه فيه الآية 28 من سورة الكهف: (وَ لا تُطِعْ مَنْ أَغْفَلْنا قَلْبَهُ عَنْ ذِكْرِنا وَ اتَّبَعَ هَواهُ وَ كانَ أَمْرُهُ فُرُطاً).

## إسلامه
أسلم قبل فتح مكّة، و قيل: بعد فتحها، و قيل: شهد فتحها و هو مسلم، و شهد واقعتي حنين و الطائف مع المسلمين. وكان من المؤلفة قلوبهم، ومن الأعراب الجفاة، قيل: إنه دخل على النبي صلى الله عليه وسلم من غير إذن، فقال له: «أين الإذن؟» فقال: ما استأذنت على أحد من مضر.
وجاء مع الأقرع بن حابس إلى النبيّ صلّى اللّه عليه و آله، و طلبوا منه أن يطرد المستضعفين من المؤمنين من مجلسه، أمثال: عمّار بن ياسر و بلال الحبشيّ و المقداد الكنديّ، و قالوا: إنّا من أشراف قومنا، و إنّا نكره أن يرونا معهم، فاطردهم إذا جالسناك، فنزلت الآية 52 من سورة الأنعام: ( وَ لا تَطْرُدِ الَّذِينَ يَدْعُونَ رَبَّهُمْ بِالْغَداةِ وَ الْعَشِيِّ يُرِيدُونَ وَجْهَهُ ....) بعث رسول الله صلى الله عليه وسلم عيينة بن حصن الفزاري إلى بني تميم في خمسين فارسا من العرب، ليس فيهم مهاجري ولا أنصاري، فكان يسير الليل ويكمن النهار، فهجم عليهم في صحراء، فدخلوا وسرحوا مواشيهم، فلما رأوا الجمع ولوا، وأخذ منهم أحد عشر رجلا، ووجدوا في المحلة إحدى وعشرين امرأة وثلاثين صبيا، فجلبهم إلى المدينة، فأمر بهم رسول الله صلى الله عليه وسلم فحبسوا في دار رملة بنت الحارث، فقدم فيهم عدة من رؤسائهم إلى أن رد عليهم رسول الله الأسرى والسبي.

### ارتداده عن الإسلام ثم إسلامه مجدداَ
كان ممن ارتد وتبع طليحة الأسدي، و كان يقول: نبيّ من أسد و غطفان أحبّ إلينا من نبيّ من قريش، و قد مات محمّد صلّى اللّه عليه و آله و طليحة حيّ،  و لم يزل يقاتل حتّى ألقوا القبض عليه و أسروه ، وحُمل إلى أبي بكر الصديق رضي الله عنه فكان صبيان المدينة المنورة يقولون: يا عدو الله أكفرت بعد إيمانك فيقول ما آمنت بالله طرفة عين. فطلب العفو و الصفح من أبي بكر فأسلم بعدها، فأطلقه أبو بكر. و لم يزل بعد أبي بكر حتّى فقد بصره و عمي.

## الوفاة
قال ابن حجر العسقلاني في "الإصابة في تمييز الصحابة": قرأت في كتاب "الأمِّ" لِلشَّافِعِيُّ في باب من "كتاب الزكاة" أنَّ عمر قتل عُيينة بن حِصْن على الردّة، ولم أر مَنْ ذكر ذلك غيره، فإن كان محفوظًا فلا يذكر عيينة في الصحابة؛ لكن يحتمل أن يكون أمر بقَتْلِه، فبادر إلى الإسلام، فَتُرِك، فعاش إلى خلافة عثمان، والله أعلم.

## بعض أخباره
- كان رسول الله صلى الله عليه وسلم يعرض يوما خيلاً، وعنده عيينة بن حصن بن بدر الفزاري، فقال رسول الله أنا أفرس بالخيل منك، فقال عيينة: وأنا أفرس بالرجال منك.
- قال أبو وائل: سمعت عيينة بن حصن يقول لعبد الله بن مسعود، أنا ابن الأشياخ الشمّ فقال عبد الله: ذاك يوسف بن يعقوب بن إسحاق بن إبراهيم عليهم السلام.
- عيينة بن حصن هو عم الحر بن قيس الفزاري، وكان الحر رجلاً صالحاً من أهل القرآن له منزلة من عمر بن الخطاب فقال عيينة لابن أخيه: ألا تدخلني على هذا الرجل قال: إني أخاف أن تتكلم بكلام لا ينبغي فقال: لا أفعل. فأدخله على عمر، فقال: يابن الخطاب، والله ما تقسم بالعدل، ولا تعطي الجزل! فغضب عمر غضباً شديداً، حتى هم أن يوقع به، فقال ابن أخيه: يا أمير المؤمنين، إن الله يقول في كتابه العزيز: «خذ العفو وأمر بالعرف واعرض عن الجاهلين»، وإن هذا لمن الجاهلين. فخلى عنه، وكان عمر وقّافاً عند كتاب الله عز وجل.[5][10]
- قال عيينة لعمر بن الخطاب: ياأمير المؤمنين، احترس، أَو أخرج العجم من المدينة، فإني لا آمن أن يطعنك رجل منهم في هذا الموضع، ووضع يده في الموضع الذي طعنه أبو لؤلؤة به فيما بعد، فلما طُعن عمر قال: مافعل عيينة؟ قالوا: بموضع الهجم أو بالحاجر فقال عمر: إن هناك لرأيا.
- كان عيينة في الجاهلية من الجرارين، يقود عشرة آلاف. وتزوج عثمان بن عفان من ابنته، فدخل عليه يوماً، فأغلظ له، فقال عثمان: لو كان عمر بن الخطاب ما أقدمت عليه بهذا. فقال: إن عمر أعطانا فأغنانا وأخشانا فأتقانا.